# Баб-Антакейя
Баб-Антакейя (араб. بَاب أَنْطَاكِيَّة‎, «Ворота Антиохии») — одни из главных оборонительных ворот в городе Алеппо, расположенные в западной части старого города. Название ворот связано с направлением выхода из города на Антиохию — столицу древней Сирии, в сторону которой они были ориентированы.

## История
Во времена Византийской империи ворота считались главными в Алеппо. Однако с переходом города под исламское и арабское правление их значение постепенно снижалось. В XIII веке они были реконструированы эмиром Алеппо из династии Айюбидов Ан-Насир Юсуфом (правил в 1242—1260 годах), придавшим им облик, близкий к архитектуре XI века.
Позднее, в XV веке, во времена мамлюкского правления, ворота были дополнительно перестроены и вновь стали одной из главных достопримечательностей старого города.
Во время боёв за Алеппо в ходе гражданской войны в Сирии Баб-Антакейя стали стратегической целью для сил оппозиции, пытавшихся захватить старую цитадель.

## Архитектура
Ворота украшены двумя возвышающимися шестиугольными бастионами, расположенными по обе стороны от входа. Входной проход размещён не по центру, а смещён вправо — это было частью оборонительной стратегии. Стены ворот выложены из массивных белых камней размерами около 0,8 × 1,0 метра.
От ворот начинается главная ось рынка Аль-Мадина, одного из крупнейших крытых рынков на Ближнем Востоке.